# 山川隆
山川 隆（やまかわ たかし、1949年 - ）は、日本の実業家。元ドコモAOL社長。元ＮＴＴドコモモバイル社会研究所副所長。元日本システムウエア副社長。ニフティ株式会社の設立に参画。

## 経歴・人物
神奈川県出身。1972年に横浜国立大学経済学部卒業後、日商岩井（現 双日）に入社。1978年から２年間日本経済研究センターで研修。1982年から1984年までの間、コロンビア大学東アジア研究所客員研究員を勤めた。その後、1984年に米国でCompuServeと巡り合い、富士通、日商岩井によるライセンス取得とニフティ（当時エヌ・アイ・エフ）の設立に繋げた。1986年2月、エヌ・アイ・エフ（現ニフティ）設立と同時に出向。1997年からニフティ常務を務めた。この経緯から時折「ニフティ誕生の立て役者」の一人として評される。
2001年12月よりドコモAOL株式会社代表取締役社長兼CEOに就任した。2003年12月、NTTドコモのドコモAOL事業撤退に伴い社長を退任した。
その後、NTTドコモにてモバイル社会研究所の設立に加わり、ＮＴＴドコモモバイル社会研究所副所長、ケイ・オプティコムチーフ・ストラテジー・オフィサー（光ネットワーク上のサービス構築、プロダクト戦略を担当）、日本システムウエア副社長、双日産業情報部ＩＴ担当顧問を経たのち、2011年ダイアゴナル株式会社を設立し代表取締役に就任した。

## 著書
- 電縁交響主義 ネットワークコミュニティの出現（NTT出版  1997年）
- ケータイ研究の最前線（慶應義塾大学出版会  2005年）

オーディオブック
- ニフティ・フォーラム・クロニクル01（PAMLINK  2017年）
- ニフティ・フォーラム・クロニクル（02）フォーラムの光と影（PAMLINK  2019年）